# Gurianta
Gurianta (en georgiano: გურიანთა) es un pueblo de Georgia ubicado en el centro de la región de Guria, siendo parte del municipio de Ozurgueti. 

## Geografía
Gurianta se encuentra a orillas del río Savatsia, a 5 km de Ozurgueti. 

## Historia
En los documentos de los años 1689-1717 se menciona a Giorgi Mamulaishvili, un noble de la familia Nakashidze, que era el jefe del castillo y gobernaba Gurianta. En el territorio del pueblo también había iglesias de madera, la Iglesia de San Jorge de Kakhuri y la Iglesia de los Arcángeles del monasterio. En 1885, se fundó la aldea de Etseri en la comunidad rural de Gurianta, donde se establecieron los veteranos de la guerra ruso-turca de 1877-1878. En 1908, la comunidad rural de Gurianti incluía tres aldeas y la población era de 1311 personas. 
Gurianta y Kajuri fueron registradas como aldeas separadas y en 1938, Baileti se separó de Gurianta. En 1949 se inauguró una fábrica de té construida sobre las ruinas de Vashnari, antigua residencia de invierno de los Nakashidze.

## Demografía
La evolución demográfica de Gurianta entre 1893 y 2014 fue la siguiente:
| 1207                                            | 1113 | 1586 | 1215 |
| (Fuente: Population of Georgia in Soviet times) |      |      |      |

Según el censo de 2014, los georgianos constituían el 98,9% de la población y los yazidíes, el 0,5%.

## Infraestructura

### Arquitectura, monumentos y lugares de interés
En Gurianta hay una casa de cultura y un pequeño museo de historia local.

### Educación
Hay una escuela pública en el pueblo.

### Transporte
Gurianta está en la carretera Ozurgueti-Ureki, además de la estación de trenes de Kajuri. 